# ギール・カルズィーン郡
ギール・カルズィーン郡（ペルシア語: شهرستان قیر و کارزین）とは、イランのファールス州の郡である。郡中心市はギール。2016年当時の人口は71,203人、20,508世帯。郡は中央地区とアフザル地区の2つに区画され、ギール、カルズィーン、モバーラクバード、Emam Shahr、アフザルの5つの市（シャフル）が属している。